# Chodasy (Mstsislaŭ rajon)
Chodasy (belarusiska: Ходасы, även ryska: Ходосы: Chodosy) är en agropolis i Belarus. Den ligger i Mstsislaŭ rajon i Mahiljoŭs voblast, i den östra delen av landet, 260 km öster om huvudstaden Mіnsk. Antalet invånare är 1 990.

## Natur och klimat
Chodasy ligger 202 meter över havet. Terrängen runt Chodasy är platt. Närmaste större samhälle är Mstsislaŭ, 18,9 km nordost om Chodasy.
Trakten runt Chodasy består till största delen av jordbruksmark. Runt Chodasy är det ganska glesbefolkat, med 42 invånare per kvadratkilometer.  Trakten ingår i den hemiboreala klimatzonen. Årsmedeltemperaturen i trakten är 3 °C. Den varmaste månaden är juli, då medeltemperaturen är 18 °C, och den kallaste är februari, med −14 °C.